# Scaturiginichthys vermeilipinnis
El pez ojo-azul de aleta roja (Scaturiginichthys vermeilipinnis) es una especie de pez actinopterigio de agua dulce, la única del género mototípico Scaturiginichthys.

## Morfología
Con llamativos colores y unos característicos ojos azules y aletas rojas, que le dan nombre, su tamaño es pequeño teniendo una longitud máxima descrita de 2,5 cm.

## Distribución y hábitat
Es un pez de agua dulce subtropical, de comportamiento pelágico, que prefiere vivir entre herbáceas y malezas en pequeñas charcas alimentadas con manantial y que tengan una profundidad de sólo unos pocos centímetros; en su área de distribución de Australia las charcas están expuestas al sol durante la mayor parte del día y las temperaturas del aire llegan a 51 °C en verano y caen hasta 3 °C en invierno.
Su pesca y su limitado hábitat han hecho que esté en "peligro crítico de extinción", pero en la actualidad su hábitat está protegido y será necesaria una evaluación de su estado.